# Азаров, Евгений Александрович
Евге́ний Алекса́ндрович Аза́ров (7 [20] ноября 1914, село Волфино, Тёткинская волость, Рыльский уезд, Курская губерния, Российская империя — 26 января 1957, Пушкино, Московская область, СССР) — участник Советско-финской и Великой Отечественной войн, командир эскадрильи 19-го истребительного авиационного полка 6-й воздушной армии 1-го Белорусского фронта, Герой Советского Союза (1944), майор.

## Биография
Евгений Александрович родился в селе Волфино (ныне Глушковского района Курской области) в семье крестьянина. Русский. Детство и юность проходили в городе Прокопьевск (Кемеровская область). Окончил 7 классов школы. Работал учеником, затем слесарем на сахарном заводе. В 1932 г. Евгений уехал в г. Арзамас (Нижегородская область) и поступил учиться в техникум социалистического земледелия на  отделение тракторной механизации. В 1935 г., не окончив техникум, с 4-го курса Евгений был призван Арзамасским РВК в ряды РККА.
Член ВКП(б) с 1942 года. Окончил 9-ю Харьковскую военную авиационную школу лётчиков и лётчиков-наблюдателей в 1938 году. Участвовал в советско-финской войне 1939—1940 годов в составе 153-го истребительного авиационного полка. За отличия в боях с белофиннами награждён орденом Красной Звезды.
Участник Великой Отечественной войны с первого дня. Был командиром звена, заместителем командира и командиром эскадрильи в 153-м, затем в 440-м истребительном авиационных полках. С сентября 1942 года проходил службу в 19-м истребительном авиационном полку (с 19 августа 1944 года 176-й гвардейский истребительный авиационный полк.
21 июля 1944 года в воздушном бою в районе населённого пункта Седлище (Польша) капитан Азаров Е. А. на Ла-5 таранил истребитель противника. Приземлился на парашюте. К августу 1944 года майор Азаров совершил 339 боевых вылетов, в 101 воздушном бою сбил лично 8 фашистских самолётов лично и 7 в составе группы.
Указом Президиума Верховного Совета СССР от 19 августа 1944 года гвардии майору Азарову Евгению Александровичу присвоено звание Героя Советского Союза с вручением ордена Ленина и медали «Золотая Звезда» (№ 4690).
Всего за годы войны Евгений Александрович выполнил более 400 боевых вылетов, имел на боевом счету 13 личных и 7 групповых воздушных побед. Последнюю победу одержал 19 апреля 1945 года.
С апреля 1946 года гвардии майор Азаров — в запасе по болезни. Жил в городе Пушкино Московской области. Работал ювелиром в артели инвалидов войны «Московский часовщик». Умер 26 января 1957 года.

## Награды
- Медаль «Золотая Звезда» Героя Советского Союза
- Орден Ленина
- Ордена Красного Знамени[1] (16.03.1943, 30.03.1943, 6.06.1945)
- Орден Суворова III степени (25.07.1944)
- Орден Красной Звезды (20.05.1940)
- Медаль За оборону Ленинграда[4]
- Медали

## Память
- На аллее Героев в городе Чугуев (Харьковская область) установлен памятник, где на мемориальной плите наряду с другими лётчиками указано имя Азарова.